# 드네스트롭스카야프라브다
드네스트롭스카야프라브다(러시아어: Днестровская правда)는 티라스폴에서 발간되는 러시아어 신문이다. 이름의 의미는 드네스트르의 진실인데, 티라스폴을 흐르는 강 이름에서 따온 것이다. A3판형으로 주 3회(火, 木, 土) 발행된다.
1941년에 창간(創刊)되었으며, 트란스니스트리아에서 가장 오래된 신문이다.